# Volvarina roberti
Volvarina roberti is een slakkensoort uit de familie van de Marginellidae. De wetenschappelijke naam van de soort is voor het eerst geldig gepubliceerd in 1917 door Bavay.